# Geologie van Suriname

Geologische schetskaart van Suriname

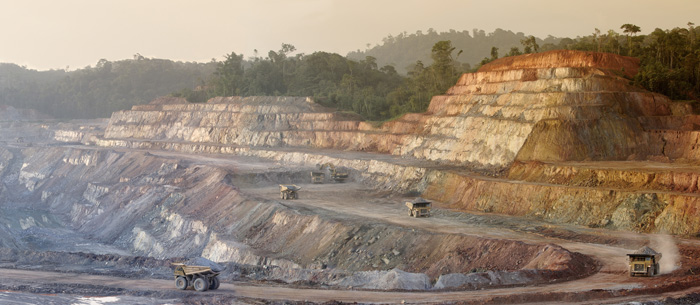
Rosebel-goudmijn in de Marowijne Groensteengordel

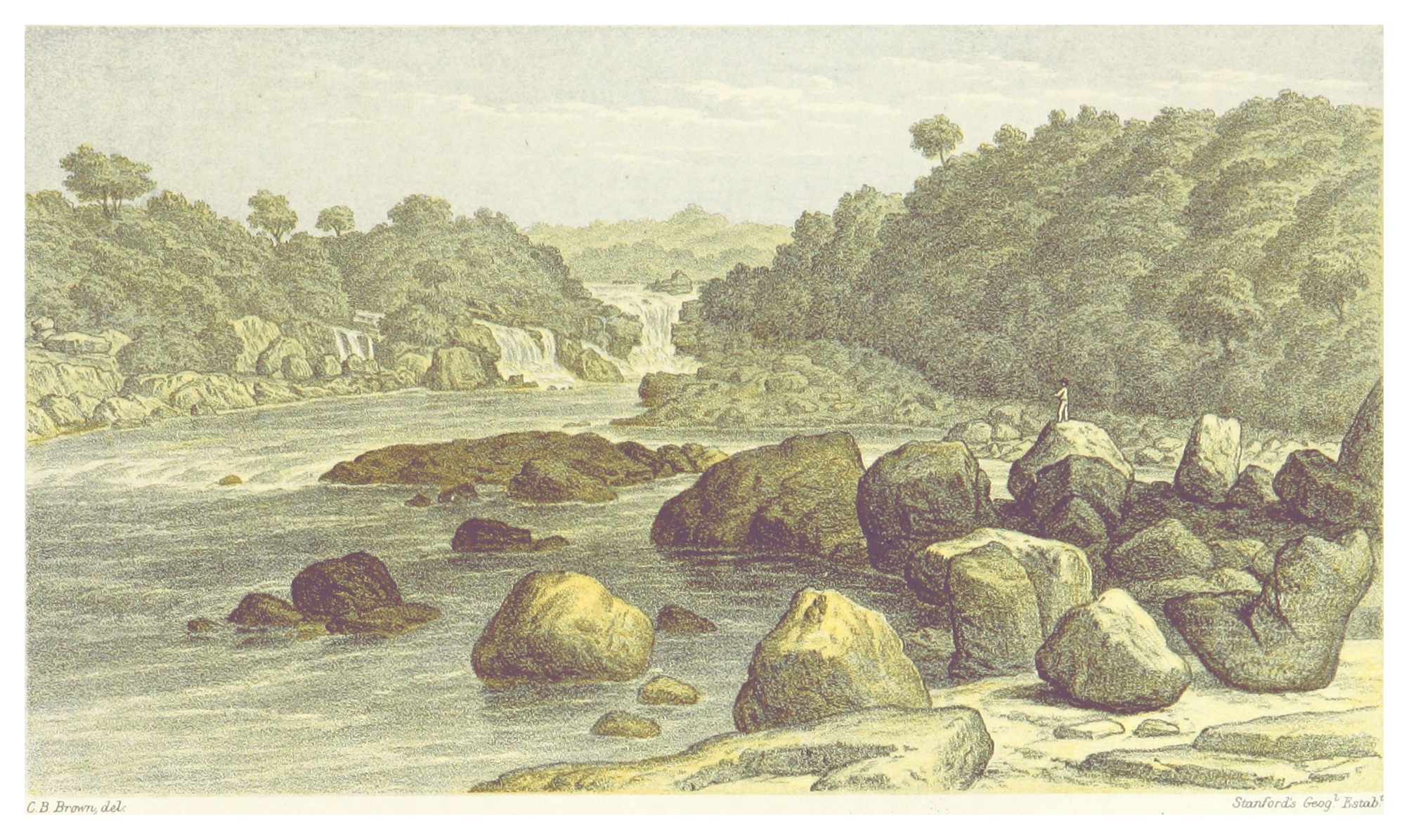
Wonotobograniet ontsloten bij de Wonotobovallen in de Corantijn (Brown, 1871)

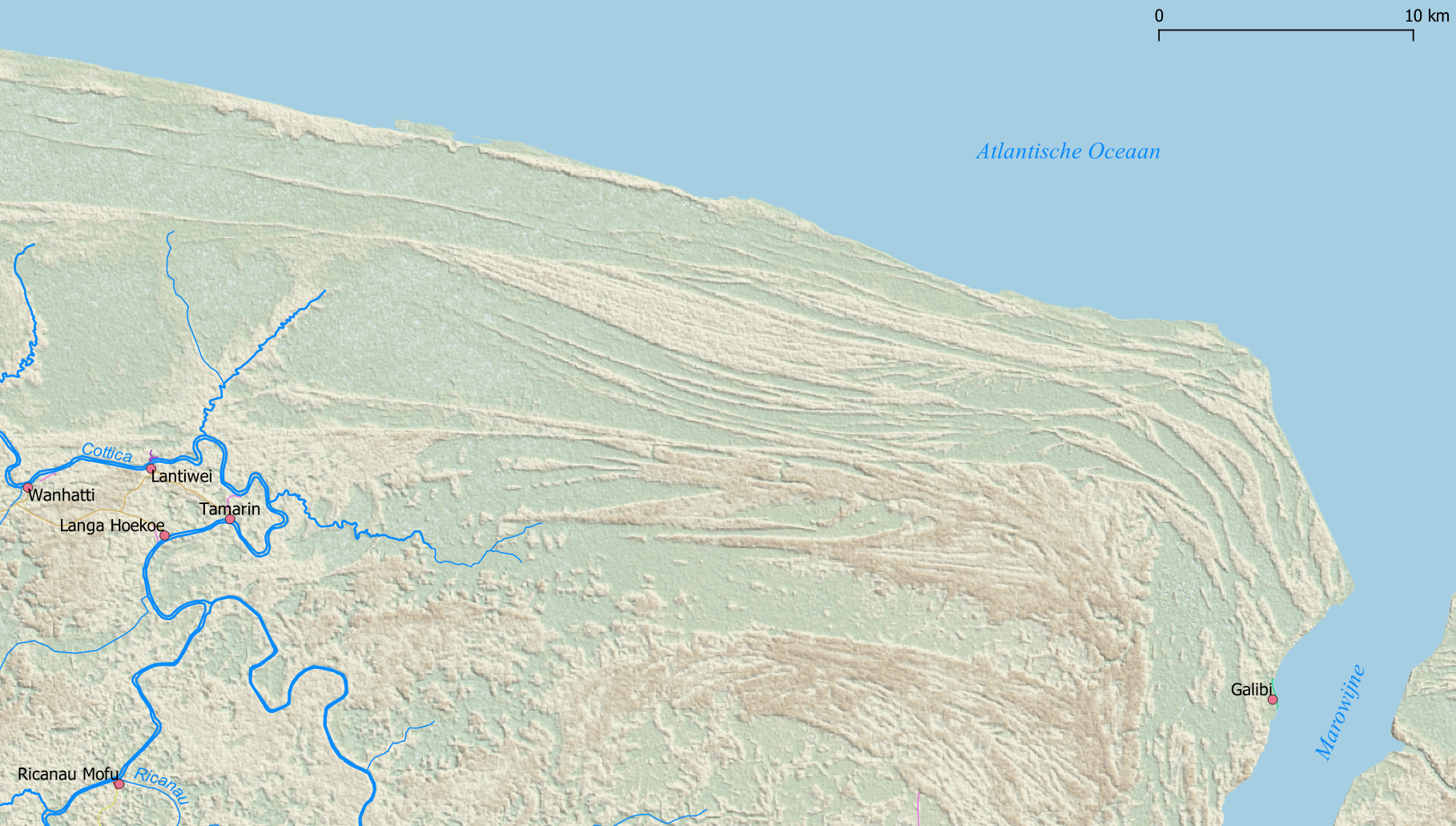
Ritsen en zwampen in de kustvlakte in Noordoost Suriname

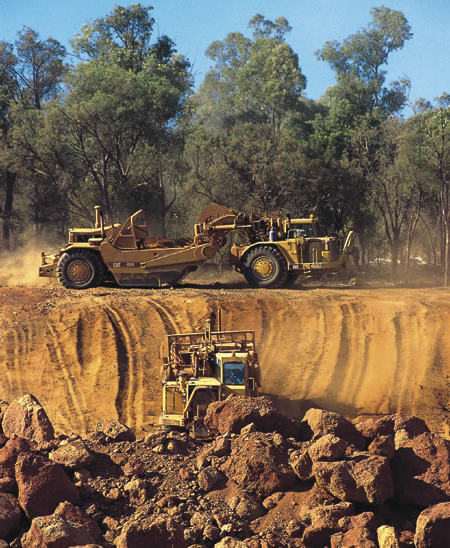
Bauxietwinning in Suriname

Aardolievelden in Suriname en Guyana

De geologie van Suriname is in vier gebieden op te delen: het vasteland wordt voor negentig procent gevormd door het Guyanaschild. De kustvlakten nemen de overige tien procent voor hun rekening. Voor de kust liggen het Demeraraplateau en het Guyana-Suriname oceanisch bekken.

## Vroege geologische onderzoeken
Het eerste bekende geologisch onderzoek in Suriname dateert uit 1720 toen Salomon Herman Sanders in opdracht van gouverneur Jan Coutier de bovenloop van de Corantijn onderzocht naar goudvoorkomens. Friedrich Voltz deed in 1853 voor het eerst systematisch geologisch onderzoek. Dit onderzoek werd langs de benedenloop van de grote rivieren verricht, Voltz deed zijn verslag in brieven aan de Nederlandse geoloog Winand Staring. In 1888 werd van de hand van Karl Martin de eerste overzichtskaart van Suriname met geologische gegevens gepubliceerd, waarin ook voor het eerst de bevindingen uit de brieven van Voltz werden samengevat.  De belangstelling was tot omstreeks 1900 vooral gericht op goud. Tot in de 20ste eeuw had de belangstelling voor de geologie van het land meestal een min of meer lokaal en incidenteel karakter. In 1931 bundelde Robert IJzerman alle geologisch onderzoek uit de periode 1853 - 1930 in zijn proefschrift, het geeft een vrij volledig beeld van de geologie van Suriname en is voorzien van een geologische overzichtskaart.

## Geologische indeling
Het vasteland van Suriname bestaat geologisch gezien uit twee hoofddelen:
| Het Guyanaschild                                  | De kustvlakte                               |
| ------------------------------------------------- | ------------------------------------------- |
| 82% van het vasteland (134 000 km2)               | 18% van het vasteland (29 250 km2)          |
| het hogere gedeelte van het land (hoger dan 70 m) | het lagere gedeelte van het land (0 m-70 m) |
| stollings- en metamorfe gesteenten                | sedimentgesteenten                          |
| ouder dan 600 miljoen jaar                        | jonger dan 60 miljoen jaar                  |
| complexe bouw                                     | gelaagde bouw                               |

Voor de kust ligt het continentaal plat dat is opgebouwd uit de precambrische sokkel, met daarop de fanerozoische sedimenten (Trias en jonger). In noordwestelijke richting buitengaats loopt de continentale helling af naar het Guyana-Suriname oceanisch bekken waar we de bazaltische abyssale vlakte aantreffen. Onder de continentale helling is in 2020 aardolie aangeboord. Naar het noordoosten ligt het Demeraraplateau, een uitgedoofde onderzeese vulkaan die in de Jura werd gevormd.

### Kustvlakte
De kennis van de geologie van de Surinaamse kustvlakte is in de twintigste eeuw steeds verder toegenomen. In 1931 gaf IJzerman een algemene beschrijving van de sedimenten die in het voorland voorkomen. Hij onderscheidde twee laaggroepen: in een gordel onmiddellijk langs de kust de fluvio-mariene afzettingen van kleien en zanden soms met schelpritsen; en in een gordel daarachter, uitwiggend tegen de gesteenten van het Guyanaschild, het oudere continentale alluvium, voor een groot deel bestaande uit grove witte zanden die soms humus bevatten.
De geoloog en geograaf Jan Zonneveld, rond 1950 werkzaam bij het Centraal Bureau Luchtkartering in Paramaribo, was na bestudering van waterpassingsprofielen, veldonderzoek en de interpretatie van luchtfoto's, van mening dat in de kustvlakte niet twee, maar drie elementen onderscheiden moeten worden, namelijk van noord naar zuid:
- de Jonge Kustvlakte, die net boven zeeniveau ligt. Mara- en Coronie-formaties, ouderdom: Holoceen, 16200 km2
- de Oude Kustvlakte, liggend op een iets hoger niveau. Coropina-formatie, ouderdom: Pleistoceen, 4300 km2
- de Savannegordel of Zanderijbelt: een licht golvende vlakte, in het zuiden begrensd door het heuvelland. Zanderij-formatie, ouderdom: Plioceen, 8750 km2[9][10]

Jonge sedimenten vormen de noordelijke 18% van het land, zij vertonen een flauwe, noordwaartse helling.
De Laat-Pleistocene Coropina-formatie en de Holocene Mara- en Coronie-formatie bestaan uit in een waddengebied/lagune afgezette kleiige modderbanken met daar op ritsencomplexen (strandwallen) gevormd uit zand en schelpen en zwampen met mariene kleiafzettingen. Het zijn verweringsproducten uit het Andesgebergte die via de Amazonerivier en de zeestroming Guyanastroom de kust van Suriname bereikten. De kustlijn wordt beweeglijk genoemd omdat er land aanslibt en onder invloed van stormen en stromingen ook weer land wordt weggespoeld.
De Pliocene Zanderij-formatie in de savannegordel bestaat uit grove, ongesorteerde zanden met  kaolienkleien. Deze zijn waarschijnlijk afgezet door vlechtende rivieren en mogelijk deels in alluviale puindelta's. Onder de Zanderij-formatie in de savannegordel ligt de Onverdacht-formatie, deze bestaat uit ongesorteerde zanden en kaolitische kleien en komt bedekt met bauxiet aan de oppervlakte bij Moengo en zeer ondergeschikt ook te Onverdacht. Deze formatie vormt oude, door de bauxietbedekking tegen erosie beschermde heuvels waaromheen de jongere formaties zijn afgezet.
Het hele laagpakket van de kustvlakte en de savannegordel wordt samengevat onder de naam Corantijn Groep. Onder de Zanderij-formatie treffen we van jong naar oud aan:
- de Coesewijne-formatie (Mioceen)
- de Burnside-formatie (Laat-Eoceen/Vroeg-Oligoceen)
- de Onverdacht-, Saramacca- en Aliance-formaties (Paleoceen/Vroeg-Eoceen). 
In de Onverdacht-formatie wordt bauxiet en kaolienklei gewonnen, in de Saramacca-formatie wordt aardolie gewonnen in drie olievelden
- de Nickerie-formatie (Krijt)

| Stratigrafie kustvlakte en offshore Suriname                              | Stratigrafie kustvlakte en offshore Suriname | Stratigrafie kustvlakte en offshore Suriname | Stratigrafie kustvlakte en offshore Suriname | Stratigrafie kustvlakte en offshore Suriname | Stratigrafie kustvlakte en offshore Suriname                                                  | Stratigrafie kustvlakte en offshore Suriname                          |
| Eon                                                                       | Era                                          | Periode                                      | Tijdvak                                      | Tijd geleden Ma                              | Kustvlakte                                                                                    | Offshore                                                              |
| ------------------------------------------------------------------------- | -------------------------------------------- | -------------------------------------------- | -------------------------------------------- | -------------------------------------------- | --------------------------------------------------------------------------------------------- | --------------------------------------------------------------------- |
| Fanerozoïcum                                                              | Cenozoïcum                                   | Kwartair                                     | Holoceen                                     | 0,0117 - heden                               | Mara en Coronie Formaties                                                                     | onderzeese hellingafzettingen                                         |
| Fanerozoïcum                                                              | Cenozoïcum                                   | Kwartair                                     | Pleistoceen                                  | 2,58 - 0,0117                                | Coropina Formatie                                                                             | onderzeese hellingafzettingen                                         |
| Fanerozoïcum                                                              | Cenozoïcum                                   | Neogeen                                      | Plioceen                                     | 5,333 - 2,58                                 | Zanderij Formatie                                                                             | onderzeese hellingafzettingen                                         |
| Fanerozoïcum                                                              | Cenozoïcum                                   | Neogeen                                      | Mioceen                                      | 23,03 - 5,333                                | Coesewijne Formatie                                                                           | onderzeese hellingafzettingen                                         |
| Fanerozoïcum                                                              | Cenozoïcum                                   | Paleogeen                                    | Oligoceen                                    | 33,9 - 23,03                                 | Burnside Formatie                                                                             | onderzeese hellingafzettingen                                         |
| Fanerozoïcum                                                              | Cenozoïcum                                   | Paleogeen                                    | (Laat-) Eoceen                               | 56,0 - 33,9                                  | Burnside Formatie                                                                             | onderzeese hellingafzettingen                                         |
| Fanerozoïcum                                                              | Cenozoïcum                                   | Paleogeen                                    | (Vroeg-) Eoceen                              | 56,0 - 33,9                                  | Onverdacht Formatie (bauxiet en kaolienklei), Saramacca Formatie (aardolie), Aliance Formatie | onderzeese hellingafzettingen                                         |
| Fanerozoïcum                                                              | Cenozoïcum                                   | Paleogeen                                    | Paleoceen                                    | 66,0 - 56,0                                  | Onverdacht Formatie (bauxiet en kaolienklei), Saramacca Formatie (aardolie), Aliance Formatie | onderzeese hellingafzettingen                                         |
| Fanerozoïcum                                                              | Mesozoïcum                                   | Krijt                                        |                                              | 66,0 - 145,0                                 | Nickerie Formatie                                                                             | aardolievoorkomens in Campanien, Santonien en Turonien                |
| Fanerozoïcum                                                              | Mesozoïcum                                   | Jura                                         |                                              | 145,0 - 201,3                                | (niet aanwezig)                                                                               | slenkafzettingen; Demeraraplateauvulkanisme                           |
| Fanerozoïcum                                                              | Mesozoïcum                                   | Trias                                        |                                              | 201,3 - 252,2                                | (niet aanwezig)                                                                               | vulkanisme en slenkafzettingen; vorming van het Guyana-Surinamebekken |
| Indeling van het Fanerozoïcum van Suriname volgens de ICS. en Wong et al. |                                              |                                              |                                              |                                              |                                                                                               |                                                                       |

### Guianabekken

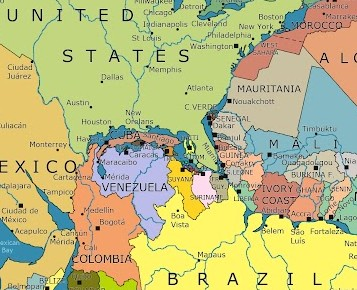
Centraal Pangea met moderne politieke grenzen

De geologische geschiedenis van Suriname herstartte 230 miljoen jaar geleden in het Trias - na een lange rustpauze van 860 miljoen jaar -  met de scheuring van het supercontinent Pangea. Sporen van deze scheuring zijn ook in het Oost-Surinaamse bergland te vinden in de vorm van Apatoedoleriet uit het Juratijdperk die zich een weg baande in de actieve rekbreuken.  Tot aan die tijd lag Florida pal ten noorden van Suriname in het stuk oceaan dat nu het Guyana-Suriname oceanisch bekken vormt. Ter hoogte van het Demeraraplateau en het Guineaplateau bevond zich een hotspot, Pangea brak open en Florida bewoog naar het noorden en westen, in het kielzog ontstonden de Bahama's.
Tijdens het Krijt scheurde vervolgens Afrika los van Zuid-Amerika, bij Suriname scheurde toen het Demeraraplateau los van het Guineaplateau. In de diepere ondergrond voor de kust zijn in breukzones vulkanische gesteenten uit het Trias aangetroffen, met daarop sedimenten van Jura-ouderdom. In de krijtafzettingen daarbovenop is door Apache Oil in 2020 aardolie aangeboord in offshore blok 58.

### Binnenland van Suriname
| Stratigrafie binnenland Suriname                                                                     | Stratigrafie binnenland Suriname | Stratigrafie binnenland Suriname | Stratigrafie binnenland Suriname | Stratigrafie binnenland Suriname  | Stratigrafie binnenland Suriname |
| Eon                                                                                                  | Era                              | Periode                          | Tijdvak Ma                       | Hoofdeenheid                      | Datering Ma                      |
| --- | -------------------------------- | -------------------------------- | -------------------------------- | --------------------------------- | -------------------------------- |
| Fanerozoïcum                                                                                         | Mesozoïcum                       | Jura                             | 201,3 - 145,0                    | Apatoe Doleriet                   | 196                              |
| hiaat                                                                                                | hiaat                            | hiaat                            | 1000 - 201,3                     | (niet aanwezig)                   |                                  |
| Proterozoïcum                                                                                        | Mesoproterozoïcum                | Stenium                          | 1200 - 1000                      | Muri Nefeliensyeniet              | 1090                             |
| Proterozoïcum                                                                                        | Mesoproterozoïcum                | Stenium                          | 1200 - 1000                      | Nickerie Myloniet                 | 1200                             |
| Proterozoïcum                                                                                        | Mesoproterozoïcum                | Ectasium                         | 1400 - 1200                      | (niet aanwezig)                   |                                  |
| Proterozoïcum                                                                                        | Mesoproterozoïcum                | Calymmium                        | 1600 - 1400                      | Käyser Doleriet                   | 1500                             |
| Proterozoïcum                                                                                        | Paleoproterozoïcum               | Statherium                       | 1800 - 1600                      | Avanavero Doleriet                | 1787                             |
| Proterozoïcum                                                                                        | Paleoproterozoïcum               | Orosirium                        | 2050 - 1800                      | Tafelberg Formatie                | 1873                             |
| Proterozoïcum                                                                                        | Paleoproterozoïcum               | Orosirium                        | 2050 - 1800                      | Jongere Granieten (o.a. Wonotobo) | 1985-1974                        |
| Proterozoïcum                                                                                        | Paleoproterozoïcum               | Orosirium                        | 2050 - 1800                      | Kabalebo Charnockiet              | 1985                             |
| Proterozoïcum                                                                                        | Paleoproterozoïcum               | Orosirium                        | 2050 - 1800                      | Lucie Gabbro                      | 1985                             |
| Proterozoïcum                                                                                        | Paleoproterozoïcum               | Orosirium                        | 2050 - 1800                      | Dalbana Formatie                  | 1985                             |
| Proterozoïcum                                                                                        | Paleoproterozoïcum               | Orosirium                        | 2050 - 1800                      | Coeroeni Gneiss Gordel            | 2078-1986                        |
| Proterozoïcum                                                                                        | Paleoproterozoïcum               | Rhyacium                         | 2300 - 2050                      | Bakhuis Granuliet Gordel          | 2070-2050                        |
| Proterozoïcum                                                                                        | Paleoproterozoïcum               | Rhyacium                         | 2300 - 2050                      | Oudere Granieten                  | 2094                             |
| Proterozoïcum                                                                                        | Paleoproterozoïcum               | Rhyacium                         | 2300 - 2050                      | Oudere Gneizen                    | 2165-2155                        |
| Proterozoïcum                                                                                        | Paleoproterozoïcum               | Rhyacium                         | 2300 - 2050                      | Marowijne Groensteen Gordel       | 2260-2115                        |
| Geologische indeling van het binnenland van Suriname volgens Wong et al., tijdschalen volgens de ICS |                                  |                                  |                                  |                                   |                                  |

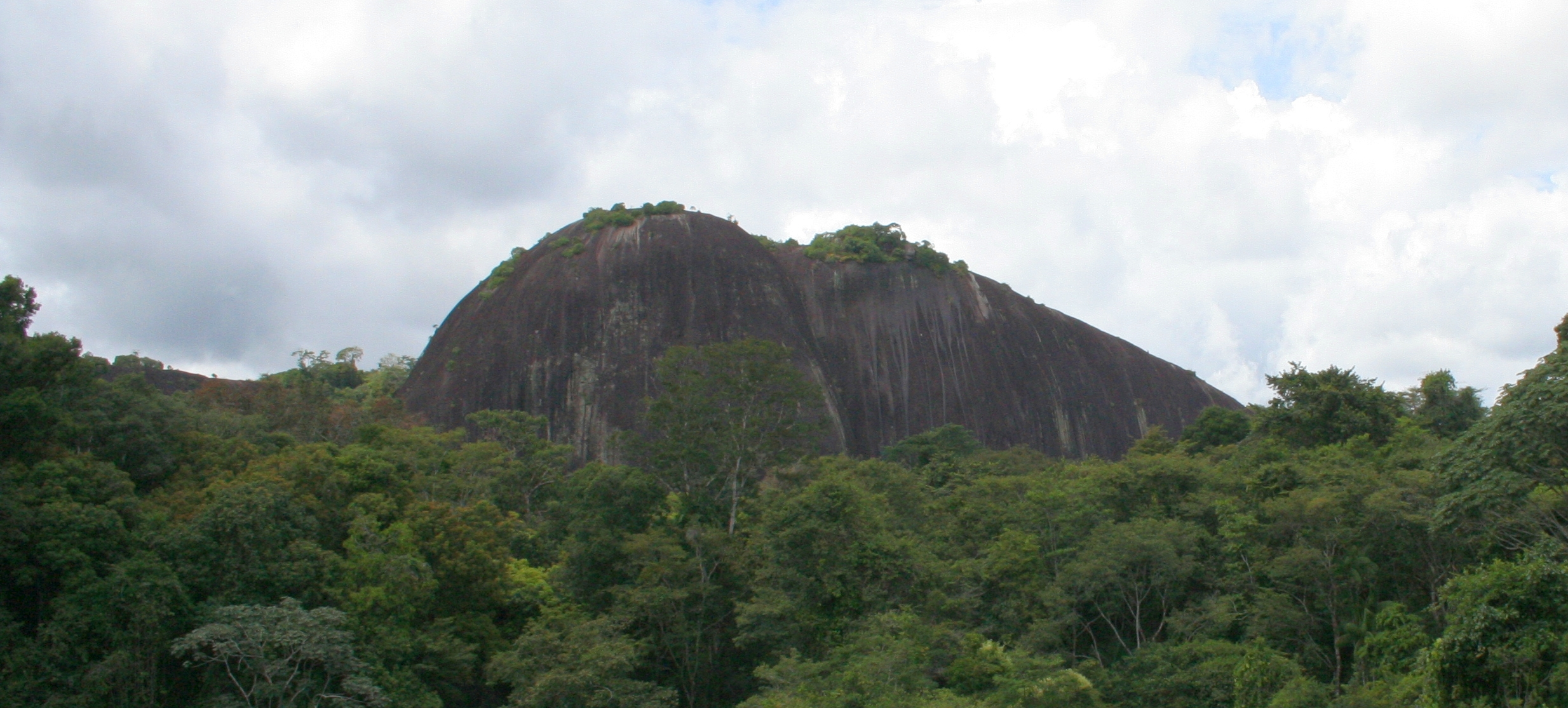
Voltzberg, opgebouwd uit Wonotobo graniet

Het vasteland van Suriname bestaat grotendeels uit Precambrische gesteenten. Deze gesteenten worden ook aangeduid als basement. Dit basement bestaat uit granitoïde en zure vulkanische gesteenten. In het Marowijnegebied ligt een laag metamorfe groensteengordel, jongere granulieten van de Falawatragroep vormen het Bakhuisgebergte en het Coroniegebied. Ook kleine, verspreid voorkomende, lichamen van gabbro en ultramafitiet komen er voor. Deze zijn ongeveer even oud als de granieten en vulkanieten. Gebleken is dat de opbouw van het basement goeddeels ontstond tijdens de Trans-Amazonische Orogene Cyclus, ongeveer 2260-1900 miljoen jaar geleden. Deze cyclus is van overheersende invloed geweest op de geologie van Suriname die gekenmerkt wordt door sedimentatie, metamorfose, plooiing en magmatisme.
Het bergland van Suriname vormt een 'centrale kern' van waaruit in verschillende richtingen uitlopers uitstralen. In het noordelijk deel van het land zijn onder andere de Brownsberg, het Hok A Hingebergte, het Nassaugebergte en het Lelygebergte. Het zijn opvallende elementen met laterietkappen die lokaal ook wel de Brokolonko-formatie genoemd wordt. Buiten de eigenlijke gebergtegebieden, de laaglanden, liggen diverse geïsoleerde bergen. Enkele daarvan zijn: de Teboe (Tebu), de Roosevelt piek en de Voltzberg. Enkele van deze bergen vertonen platte vormen, bijvoorbeeld de Tafelberg in het Natuurreservaat Tafelberg. De Tafelberg is een tepui die bestaat uit een plaat paleoproterozoische Roraima-zandsteen. De Tafelberg Formatie komt in Suriname alleen voor op de Tafelberg en in de Emmaketen. De Brownsberg, het Bakhuis-,Hok A Hin-, Nassau- en Lelygebergte zijn gekenmerkt door plateaus die aan de top verweerd zijn tot lateriet- en bauxietkorsten. Resistente dolerietintrusies van verschillende ouderdom vormen lange bergruggen in het landschap, zoals het Van Asch van Wijckgebergte.

#### Laagland in het binnenland
De lage terreinen tussen de gebergten vertonen over grote uitgestrektheden een "multiconvex" reliëf, dit bestaat uit talloze lage bollende heuveltjes. De heuveltjes hebben een opvallende overeenkomst in tophoogte. De verschillende topniveaus zijn trapsgewijs ten opzichte van elkaar gerangschikt en kunnen langs de rivier in stoom opwaartse richting gevolgd worden. Men kan aannemen dat zij overblijfselen zijn van vroegere vervlakkingen. Deze trapvormige opeenvolging van vlakten moet tot stand zijn gekomen doordat het binnenland van tijd tot tijd een tektonische opheffing onderging, die de rivieren noopte zich in te snijden, waarna opnieuw vlaktevorming kon optreden. Een groot deel van het afbraakmateriaal werd in het dalende kustgebied neergelegd. De versnijding van de tredenreliëf tot een "multiconvex" heuveltjes landschap moet gedurende het laatste deel van het Pleistoceen hebben plaatsgevonden.

## Minerale rijkdommen
De Planatlas van Suriname van 1988 noemt de volgende minerale rijkdommen:
- Goud
  - Primair goud, meestal in kwartsaders. De verwachting is uitgesproken dat er redelijke mogelijkheden bestaan voor de ontdekking van primair goud in de gesteenten van de Marowijnegroep.
  - Eluviaal goud, residuair bijvoorbeeld in laterietkappen
  - Colluviaal goud, residuair bijvoorbeeld in laterietkappen
  - Alluviaal goud komt voor als placer in grindlagen in kreek- en rivierbeddingen, het is het meest gewonnen goud
- Bauxiet
- Aardolie
- Tin, tantaliet, amblygoniet (een lithiummineraal) en beril
- Lateritisch ijzererts, waarvan grote reserves in Suriname voorkomen, die voorlopig echter niet rendabel ontgonnen kunnen worden vanwege verwerkingsproblemen en hoge transportkosten
- Chroom- en mangaanvoorkomens, winning is niet levensvatbaar vanwege te kleine reserves en/of verwerkingsproblemen en hoge transportkosten
- Koper, de verwachting wordt uitgesproken dat grotere voorkomens in de gesteenten van de Marowijnegroep gevonden kunnen worden
- Kyanietvoorkomens worden onderzocht
- Van kaolienklei bestaan grote reserves onder de bauxietlagen
- Wit zand en veldspaat, toepasbaar in de glasindustrie
- Steenslag is bruikbaar voor wegverharding en in de betonindustrie
- Grind en scherpzand vindt toepassing in huizen- en wegenbouw
- Graniet heeft potentie als exportproduct

## Geologisch Mijnbouwkundige Dienst
In Suriname is het onderzoek naar de bodem voornamelijk een zaak van de Geologisch Mijnbouwkundige Dienst. Het geologisch onderzoek is vaak niet eenvoudig omdat een groot deel van het land moeilijk te bereiken is en met dichte bossen bedekt is. Deze dienst is ook verantwoordelijk voor het stimuleren van de mijnbouw in zijn algemeenheid.

### Kartering van het Braziliaanse grensgebied
In 2013 werd gestart met een karteringsproject aan de zuidgrens van het land in het district Sipaliwini.  in een samenwerking van Surinaamse en Braziliaanse instellingen. Het project leidde tot de publicatie in 2017 van nieuwe topografische, hydrografische, geologische, geofysische en structurele kaarten. De nieuwe kaarten werden met de modernste hulpmiddelen die Brazilië heeft samengesteld. Het project werd door de Stichting Suriname Environmental and Mining Foundation (SEMIF) samen met de Geologische Mijnbouwkundige Dienst (GMD), de Anton de Kom Universiteit van Suriname en de Geologische Dienst van Brazilië uitgevoerd.